# Домашев, Александр Иванович
Алекса́ндр Ива́нович До́машев (4 ноября 1958, Андижан — 27 марта 2024) — советский хоккеист на траве, участник Олимпийских игр. Мастер спорта международного класса.

## Карьера
Выступал за московские клубы «Спартак» и «Фили».
На Олимпиаде в Сеуле Александр в составе сборной СССР занял 7-е место. На следующих Играх Домашев, будучи игроком Объединённой команды, стал 10-м.
После завершения карьеры работал в команде «Московский строитель» и в ЦСП «Измайлово». Домашев работал главным тренером мужской сборной России.
Умер 27 марта 2024 года из-за тяжёлой болезни в возрасте 65 лет.